# Artocarpus brevipedunculatus
Artocarpus brevipedunculatus är en mullbärsväxtart som först beskrevs av F.M.Jarrett, och fick sitt nu gällande namn av C.C.Berg. Artocarpus brevipedunculatus ingår i släktet Artocarpus och familjen mullbärsväxter. Inga underarter finns listade i Catalogue of Life.